# 中尊寺 (台中市)
中尊寺（ちゅうそんじ）は台湾の日本統治時代に台中市柳町（現台中市中区）に建立された、浄土真宗本願寺派の寺院。山号は護台山。戦後は廃寺となる。

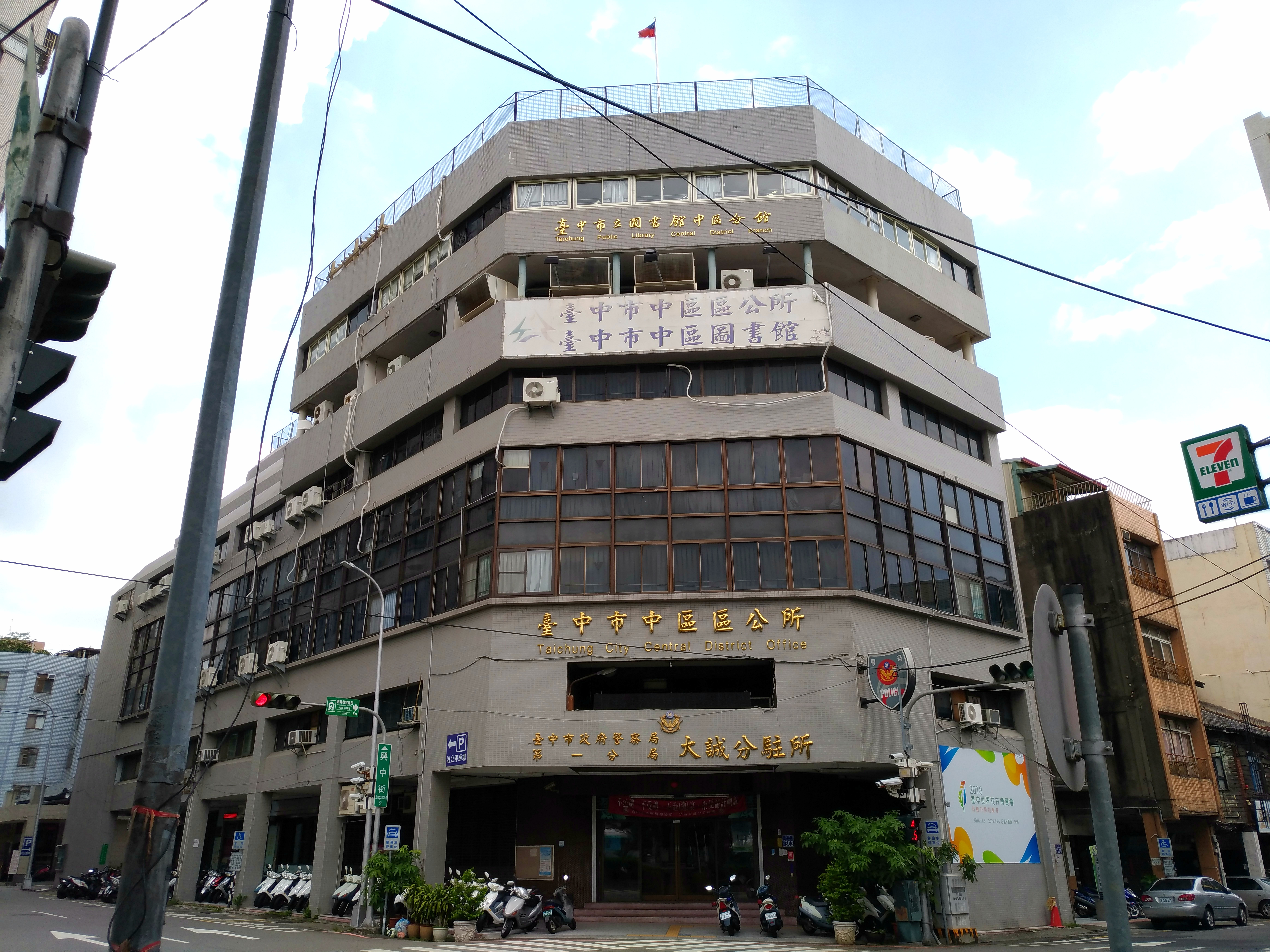
中尊寺跡地。一部は中区の区役所となっている

## 歴史
- 明治29年（1896年） 本願寺派が台中に布教所を設置する。
- 明治33年(1900年) 新町（後の新富町）に移転する。
- 明治34年(1901年) 柳町に移転する。
- 大正4年(1915年) 中尊寺に改名する。
- 戦後、中尊寺は国民党政府に接収され、廃寺となる。その後、建物は輪番所を除き、中区区役所として流用された。
- 2013年、中区区役所が全て取り壊される。